# Долішнє Осеново
Долішнє Осеново (болг. Долно Осеново) — село в Благоєвградській області Болгарії. Входить до складу громади Сімітлі.

## Населення
За даними перепису населення 2011 року у селі проживали 1364 особи.
Національний склад населення села:
| Національність   | Кількість осіб | Відсоток |
| ---------------- | -------------- | -------- |
| болгари          | 1341           | 99,4%    |
| не визначились   | 7              | 0,5%     |
| Всього відповіли | 1349           |          |

Розподіл населення за віком у 2011 році:
Динаміка населення: